# Gittelde
Gittelde là một đô thị của huyện Osterode, bang Niedersachsen, Đức. Đô thị này có diện tích 12,55 km².